# Legendás Illés-kislemezek
A Legendás Illés-kislemezek  1983-ban jelent meg, válogatás az Illés-együttes 1965 és 1969 között kislemezen megjelent dalaiból.

## Az album dalai
Minden dal Szörényi Levente és Bródy János szerzeménye, kivéve azok, ahol a szerzőség jelölve van.
1. Az utcán – 3:21
2. Üzenet Eddynek (Szörényi Levente) – 2:02
3. Különös lány – 2:17
4. Itt állok egymagam – 2:54
5. Mindig veled – 2:37
6. Igen – 3:14
7. Nyári mese – 2:27
8. Nem volt soha senkim (Illés Lajos-S. Nagy István) – 2:34
9. Kis virág – 5:11
10. Rockandroll Rézi – 2:39
11. Nem érti más, csak én – 3:55
12. Nem érdekel, amit mondsz – 3:02
13. Téli álom – 3:38
14. Régi dal (Szörényi Szabolcs-Bródy János) – 3:03
15. Holdfény’69 – 4:05
16. Alig volt zöld – 2:44
17. Mákosrétes (Szörényi Szabolcs-Bródy János) – 3:21

## Közreműködők
- Illés Lajos – zongora, csembaló, orgona, vokál
- Szörényi Levente – ének, gitár, vokál
- Szörényi Szabolcs – ének, basszusgitár, vokál
- Bródy János – ritmusgitár, vokál, ének
- Pásztory Zoltán – dobok, ütőhangszerek